# キマタン
キマタン（10月21日 - ）は、日本の俳優。愛知県出身。以前はムーブマンに所属していた。

## 出演作品

### テレビ番組
- 「地球防衛放送パンドラ」
- 「フィギュアの王国」
- 「大進撃放送 BONZO!」（TOKYO MX）

### ナレーション
- 海洋堂のひみつ
- MONDO GIRLSただいま授業中
- 秘境駅へ行こう!
- 全国秘境駅ファイル

### 映画
- モーレツ怪獣大決戦
- 妄想少女